# Гейлорд (Міннесота)
Гейлорд (англ. Gaylord) — місто (англ. city) в США, в окрузі Сіблі штату Міннесота. Населення — 2273 особи (2020).

## Географія
Гейлорд розташований за координатами 44°33′20″ пн. ш. 94°12′44″ зх. д. / 44.55556° пн. ш. 94.21222° зх. д. (44.555546, -94.212352).  За даними Бюро перепису населення США в 2010 році місто мало площу 4,32 км², уся площа — суходіл.

## Демографія
Згідно з переписом 2010 року, у місті мешкало 2305 осіб у 929 домогосподарствах у складі 590 родин. Густота населення становила 533 особи/км².  Було 996 помешкань (230/км²).
Расовий склад населення:
| - 87,6 % — білих - 1,2 % — азіатів - 0,2 % — чорних або афроамериканців - 0,1 % — корінних американців - 9,6 % — осіб інших рас |

До двох чи більше рас належало 1,2 %. Частка іспаномовних становила 23,0 % від усіх жителів.
За віковим діапазоном населення розподілялося таким чином: 27,0 % — особи молодші 18 років, 54,5 % — особи у віці 18—64 років, 18,5 % — особи у віці 65 років та старші. Медіана віку мешканця становила 37,3 року. На 100 осіб жіночої статі у місті припадало 96,7 чоловіків;  на 100 жінок у віці від 18 років та старших — 90,3 чоловіків також старших 18 років.
Середній дохід на одне домашнє господарство  становив 52 082 долари США (медіана — 42 228), а середній дохід на одну сім'ю — 64 011 долар (медіана — 60 125). Медіана доходів становила 36 304 долари для чоловіків та 32 108 доларів для жінок. За межею бідності перебувало 12,0 % осіб, у тому числі 17,7 % дітей у віці до 18 років та 6,9 % осіб у віці 65 років та старших.
Цивільне працевлаштоване населення становило 929 осіб. Основні галузі зайнятості: виробництво — 24,7 %, освіта, охорона здоров'я та соціальна допомога — 17,8 %, науковці, спеціалісти, менеджери — 9,9 %, сільське господарство, лісництво, риболовля — 9,3 %.